# Выборы губернатора Орловской области (1997)
Выборы главы администрации Орловской области прошли в Орловской области 26 октября 1997 года в период выборов глав регионов. По их результатам в первом туре 95 % голосов избирателей победу во всех районах региона одержал действующий глава администрации Орловской области, член Политсовета партии «Наш дом — Россия» Егор Строев, не встретив серьёзной конкуренции. В ходе предвыборной кампании Строев имел большую поддержку у жителей региона, в областной прессе широко освещались его поездки по области, встречи с избирателями, работниками крупнейших предприятий области и агрономами, в то время как агитационная деятельность Ениной освещалась скромнее.

## Кандидаты
| Кандидат                          | Деятельность/должность (на момент выдвижения)                                           | Субъект выдвижения             | Статус              |
| --------------------------------- | --------------------------------------------------------------------------------------- | ------------------------------ | ------------------- |
| Вера Нестеровна Енина             | председатель колхоза «Победа» Кромского района Орловской области                        | выдвинута группой граждан      | зарегистрирована    |
| Сергей Владимирович Исаков        | координатор Орловской областной организации ЛДПР                                        | ЛДПР                           | отказ в регистрации |
| Владимир Геннадьевич Капустянский | бывший начальник Управления внутренних дел Орловской области                            | «Демократический выбор России» | отказ в регистрации |
| Егор Семёнович Строев             | действующий глава администрации Орловской области, председатель Совета Федерации России | выдвинут группой граждан       | зарегистрирован     |

## Результаты
| Место                       | Место                       | Кандидат                    | Голосов | %        |
| --------------------------- | --------------------------- | --------------------------- | ------- | -------- |
|                             | 1.                          | Егор Строев                 | 443 411 | 95,1 %   |
|                             | 2.                          | Вера Енина                  | 13 409  | 2,83 %   |
| Против всех                 | Против всех                 | Против всех                 | 9404    | 1,1 %    |
| Действительных бюллетеней   | Действительных бюллетеней   | Действительных бюллетеней   | 466 224 | 99,03 %  |
| Недействительных бюллетеней | Недействительных бюллетеней | Недействительных бюллетеней | 8253    | 0,97 %   |
| Явка                        | Явка                        | Явка                        | 473 611 | 100,00 % |
| Общее число избирателей     | Общее число избирателей     | Общее число избирателей     | 668 530 |          |